# عزاداران بیل
عزاداران بَیَل مجموعه هشت داستان پیوسته دربارهٔ فلاکت‌های مدام مردمان روستایی به نام بَیَل است. غلامحسین ساعدی این کتاب را در سال ۱۳۴۳ چاپ کرده است. این مجموعه از داستان‌های روستایی غلامحسین ساعدی محسوب می‌شود. به نظر جمال میرصادقی دیگر نویسنده ایرانی و منتقد ادبی، منبع الهام ساعدی نقاب مرگ سرخ اثر ادگار آلن پو بوده‌ است. از روی داستان چهارم این مجموعه داستان، فیلم مشهور گاو ساخته شد.

## شخصیت‌های داستان
مشدی جبار، مشدی صفر، کدخدا، مشد اسلام، مشد حسن، اسماعیل، ننه‌فاطمه، ننه‌خانوم، پسر مشدی صفر، مشدی بابا، موسرخه، مشدی ریحان

## نقد و تحلیل داستان‌ها
روستای «بَیَل» روستایی است که در آن نه از جوانی و طراوت خبری هست و نه از تولّد. روستایی متروک و پوسیده و در حال اضمحلال. روستایی که هر روز چندین در خانه گِل گرفته می‌شود و صاحبان آن یا می‌میرند یا به شهر مهاجرت می‌کنند. در این روستا هیچ‌گونه پیشرفت و ترقّی اتّفاق نمی‌افتد. هرچه دیده می‌شود، نشانه‌هایی از فساد و تباهی است. اوّلین داستان این کتاب با مرگ شروع می‌شود و اوّلین آوازی که شنیده می‌شود، صدای زنگولهٔ مرگ است.
«کدخدا ایستاد و گوش داد. صدای زنگوله از بیرون ده شنیده می‌شد. صدای خفه و مضطربی که دور می‌شد و نزدیک می‌شد و دور ده چرخ می‌زد. پنجره‌ها همه تاریک بود. بَیَلی‌ها خوابیده بودند. آن‌هایی هم که بیدار بودند، نشسته بودند توی تاریکی و مهتاب را تماشا می‌کردند.»
این جمله‌های آغازین اوّلین داستان است و می‌توان با این جمله‌ها وضعیت عمومی این روستای خارج از جغرافیا را درک کرد. صدای مرگ هر لحظه در اطراف این روستا در حرکت است و مردمانی که به تاریکی و سیاهی عادت کرده‌اند، حتّی زمانی که بیدارند، در تاریکی می‌نشینند. خانه‌های این روستا طوری ساخته شده‌اند که از کمترین نور در آن‌ها استفاده می‌شود، یعنی تنها یک سوراخ کوچک در سقف خانه‌ها وجود دارد که نور خانه‌ها از آنجا تأمین می‌شود، گویا این مردم از نور و روشنایی بیم دارند و اغلب در تاریکی و سایه‌روشن زندگی می‌کنند. با اینکه کتاب با مرگ آغاز می‌شود، امّا تا پایان داستان‌ها هیچ تولّدی در این روستا اتّفاق نمی‌افتد. مرگ انسان، مرگ گاو، مرگ موش‌ها در صحرا، مرگ احشام روستاییان و مسخ انسان‌ها که می‌تواند صورت دیگری از مرگ باشد و در مقابل این همه مرگ، هیچ تولّدی در این روستا دیده نمی‌شود؛ حتّی معدود حیواناتی هم که در این روستا وجود دارند، هرگز بچّه‌دار نمی‌شوند. گاو مشدی‌حسن با اینکه گاو شیردهی است ولی هیچ نشانه‌ای از گوسالهٔ آن در داستان وجود ندارد. بُز اسلام همیشه تنهاست و حتّی تنها سگ بَیَل نیز هیچ جفت و همتایی ندارد. نوع دیگر تغییر در این روستا دیوانگی و جنون است. در اوّلین داستان، پسر کدخدا از غُصّهٔ مرگ مادرش دیوانه می‌شود. در دومین داستان پسر «آقا» (تنها سیّد قابل احترام بَیَل) از جنون عشق دخترخاله‌اش، حتّی سر جنازهٔ پدرش که تازه فوت کرده است، حاضر نمی‌شود. در چهارمین داستان، مشدی‌حسن از غُصّهٔ مرگ تنها گاوش دیوانه می‌شود و در آخرین داستان، اسلام که عاقل‌ترین فرد روستاست و همهٔ مشکلات روستا با تدبیر و اندیشهٔ او چاره‌جویی و حل می‌شود، دیوانه شده و به تیمارستان شهر پناه می‌برد. اسلام در میان همهٔ شخصیت‌های داستان‌های بیل، ویژگی‌های منحصر به فردی دارد که شاید وجود چنین آدمی در این روستا آرزوی تک‌تک اهالی روستاست. اوّل اینکه او صاحب یک گاری اسبی است که همهٔ رفت‌وآمد روستاییان با این وسیله انجام می‌شود. حتّی وقتی به شهر می‌روند و یا برای شرکت در عروسی و یا آوردن آخوند سیّدآباد سر جنازهٔ «آقا» به روستای همسایه می‌روند، تنها وسیله برای رفت‌وآمد گاری اسلام است. دیگر اینکه اسلام، سازی دارد که در مواقع مقتضی به صدا در می‌آید و اندوه از دل بَیَلی‌ها می‌زداید و او یک بُز و یک سگ دارد که در واقع شخصیت اسلام را در میان این جمعیت ساده و ابله کامل می‌کند. تمام مسئولیت‌ها بر عهدهٔ اسلام است؛ حتّی کدخدا نیز مشکلات خود و اهالی روستا را با او در میان می‌گذارد تا راه چاره‌ای بیابند. انتخاب نام اسلام برای این شخصیت مطمئناً از سر عمد بوده است، یعنی به استعاره اشاره به دین اسلام دارد که این مردمان ساده‌دل انتظار دارند، تمامی مشکلات خود و روستایشان به‌وسیلهٔ او حل شود. اصولاً جهان‌بینی حاکم بر مجموعه داستان «عزاداران بَیَل» به‌گونه‌ای است که خواننده، مذهب مردم ایران یعنی مذهب شیعه را خرافی‌ترین مذهب می‌یابد. جالب است که در پایان داستان آخر، زمانی که اسلام به تیمارستان پناه می‌برد، دوباره صدای زنگوله که تمثیلی از مرگ است، شنیده می‌شود. باز هم بَیَلی‌ها می‌مانند و مرگ و جنون و بیماری و نداری و حماقت؛ امّا این‌بار همهٔ این بلایا بدون اسلام به روستای بَیَل روی می‌آورد یا به عبارتی صریح‌تر اسلامی که مورد نظر آن‌ها بوده است، جوابگوی مشکلات‌شان نیست.